# نغوين هونغ تاين
نغوين هونغ تاين هو لاعب كرة قدم فيتنامي في مركز الدفاع، ولد في 6 يوليو 1985 في محافظة ني أن في فيتنام. شارك مع منتخب فيتنام لكرة القدم. أما مع النوادي، فقد لعب مع نادي سونغ لام نغي أن ونادي هانوي.

## وصلات خارجية
- نغوين هونغ تاين على موقع قاعدة بيانات كرة القدم.إي يو (الإنجليزية)
- نغوين هونغ تاين على موقع ناشيونال فوتبول تيمز (الإنجليزية)